# I 4 di Chicago
I 4 di Chicago (Robin and the 7 Hoods) è un film del 1964 diretto da Gordon Douglas.
È una commedia musicale statunitense ambientata nel mondo dei gangster degli anni trenta con Frank Sinatra, Dean Martin, Sammy Davis Jr., Bing Crosby, Peter Falk, Barbara Rush e Victor Buono.

## Produzione
Il film, diretto da Gordon Douglas su una sceneggiatura di David R. Schwartz, fu prodotto da Frank Sinatra per la P-C Productions e girato nei Warner Brothers Burbank Studios a Burbank, California. Il titolo di lavorazione fu Robbo.

## Distribuzione
Il film fu distribuito con il titolo Robin and the 7 Hoods negli Stati Uniti nel giugno 1964 al cinema dalla Warner Bros.
Altre distribuzioni:
- nel Regno Unito il 23 luglio 1964
- in Finlandia il 28 agosto 1964 (Chicagon Robin Hood)
- in Giappone il 3 settembre 1964
- in Francia il 16 ottobre 1964 (Les sept voleurs de Chicago)
- in Grecia il 9 novembre 1964 (O Roben kai ta 7 pallikaria tou)
- in Svezia il 23 novembre 1964 (5 äss i leken)
- in Austria il 4 dicembre 1964 (Sieben gegen Chikago)
- in Germania Ovest l'11 dicembre 1964 (Sieben gegen Chicago)
- in Danimarca il 4 gennaio 1965 (Robin og de 7 Hood'er)
- in Turchia nel dicembre del 1967 (7 tatli serseri)
- in Brasile (Robin Hood de Chicago)
- in Spagna (Cuatro gángsters de Chicago)
- in Ungheria (Robin és a 7 gengszter)
- in Italia (I 4 di Chicago)
- in Norvegia (Robins muntre bande)
- in Portogallo (Os sete Ladrões da Cidade)

## Critica
Secondo il Morandini il film è un "gangster parodistico" che può vantare diverse scene divertenti grazie a Sinatra e agli altri attori del cast che gli fanno da spalla negli intermezzi musicali.

## Promozione
La tagline è Like we've taken the Robin Hood legend and changed the bows and arrows to machine guns!... Like with songs yet!... Like WILD!.